# Biron (Namen)

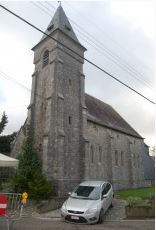
Kapel Saint-Remy

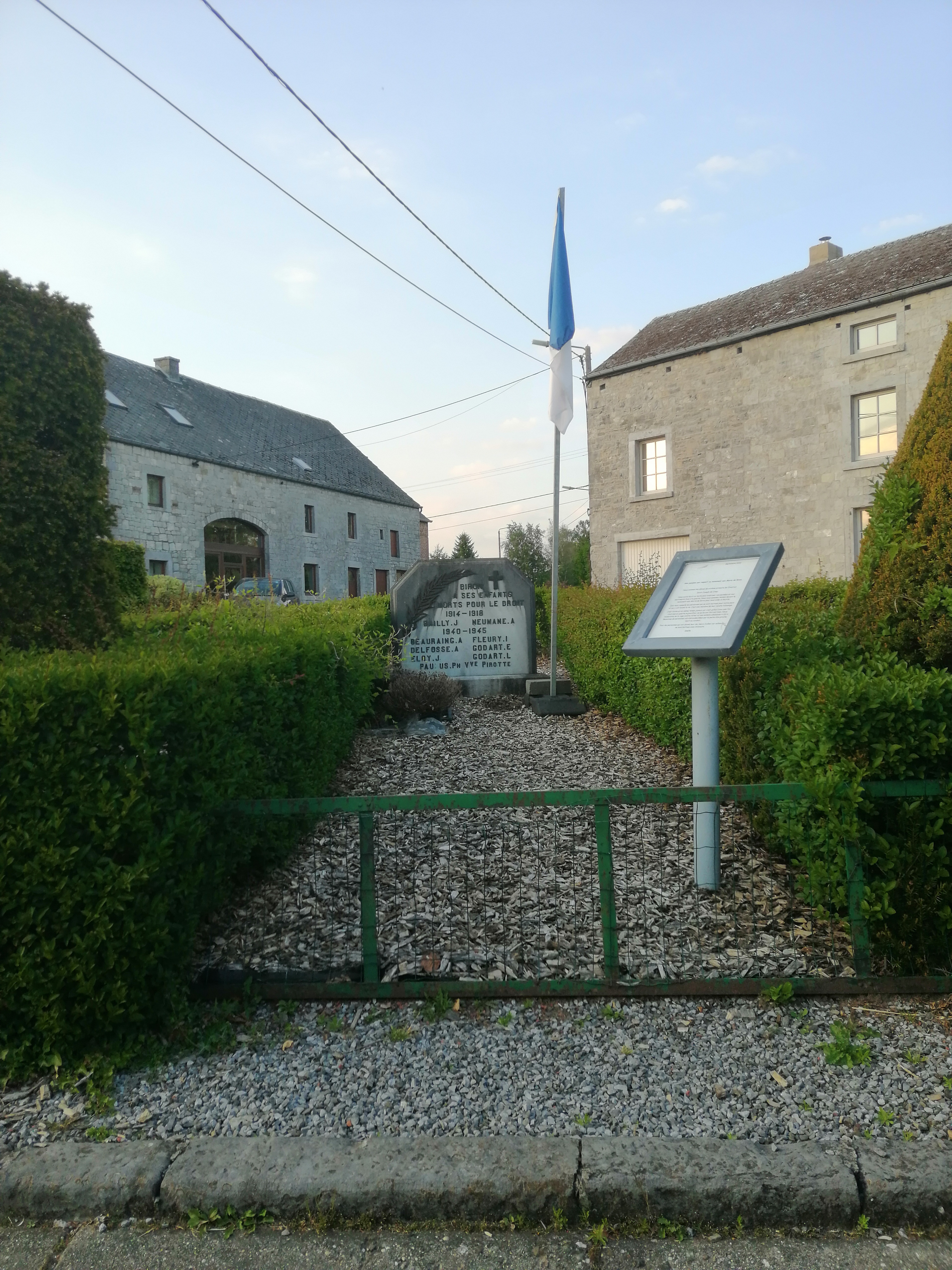
Gedenkteken Biron

Biron is een gehucht in kalksteen en leisteen ten noordoosten van Ciney. Door de verstedelijking in de twintigste eeuw groeide Biron geleidelijk aan de nabijgelegen stad Ciney.